# Dora Lösche
Dorothea Lösche (* 31. Mai 1906 in Hagen/Westfalen als Dorothea Ludwig; † 22. November 1985 in Berlin) war eine deutsche Politikerin der Sozialdemokratischen Partei Deutschlands (SPD).
Sie war die Tochter des SPD-Politikers Konrad Ludwig (1880–1935).

## Leben
Nach dem Besuch einer Handelsschule ab 1920 und einem Volontariat bei einer sozialdemokratischen Zeitung in Hagen arbeitete Lösche bis 1932 für die SPD-Fraktion im Preußischen Landtag.
Ab 1921 war Lösche in der USPD-nahen Sozialistischen Proletarierjugend (SPJ), nach dem Zusammenschluss von USPD und SPD 1922 weiter in der Sozialistischen Arbeiter-Jugend (SAJ) aktiv. Während der Weimarer Republik übte sie mehrere Funktionen in der SPD aus, deren Mitglied sie seit 1923 nach der Mitgliedschaft in der USPD wurde. 1934–35 war sie für die Zeitung Blick in die Zeit tätig, danach bis 1939 Stenotypistin.
Nach dem Zweiten Weltkrieg war Lösche Mitglied des Neuköllner Bezirksvorstandes, 1958–1963 des Abgeordnetenhauses von Berlin, von 1963 bis 1969 Mitglied des Deutschen Bundestages.
Dora Lösche war verheiratet mit dem SPD-Politiker Bruno Lösche (1898–1963), der Bezirksstadtrat für Volksbildung im Bezirk Tiergarten war. Ihr Sohn Peter Lösche (1939–2016) war ein bekannter deutscher Politikwissenschaftler. Mit ihrem Mann und ihrem Sohn wohnte sie einige Zeit in der Hufeisensiedlung in Berlin-Britz.